# Utricularia muelleri
Utricularia muelleri är en tätörtsväxtart som beskrevs av Kamienski. Utricularia muelleri ingår i släktet bläddror, och familjen tätörtsväxter. Inga underarter finns listade i Catalogue of Life.